# Еральд Дервіші
Еральд Дервіші (нар. 10 листопада 1979, Дуррес) – албанський шахіст, перший гросмейстер в історії цієї країни (звання отримав 1999 року).

## Шахова кар'єра
Починаючи з 1992 року неодноразово представляв кольори Албанії на чемпіонаті світу та Європи серед юніорів у різних вікових категоріях, найбільшого успіху досягнувши 1993 року в Сомбатгеї, де завоював золоту медаль чемпіонату Європи в категорії до 14 років. У середині 1990-х років увійшов до числа провідних шахістів Албанії. У своєму доробку має дві золоті медалі чемпіонату країни, які виграв у 1996 і 1997 роках.
Неодноразово представляв Албанію на командних змаганнях, зокрема:
- сім разів на шахових олімпіадах (1994, 1998, 2000, 2002, 2004, 2006, 2012); призер: в особистому заліку – бронзовий (1998 – 2-га шахівниця)[2],
- на командному чемпіонаті Європи (2001)[3].

Досягнув низки успіхів на міжнародних турнірах, зокрема: поділив 2-ге місце в Братто (1999, позаду Володимира Єпішина, разом з Мішо Цебало, Синишою Дражичем і Спірідоном Скембрісом), поділив 1-ше місце в Падуї (2000, разом з Геннадієм Тимошенком), посів 1-ше місце в Генуї (2001), посів 1-ше місце у Дурресі (2001), поділив 2-ге місце в Арко (2002, позаду Володимира Єпішина, разом з Драгишою Благоєвичем і Міланом Драшко), поділив 2-ге місце в Братто (2004, позаду Ігоря Міладиновича, разом з Мішо Цебало), поділив 1-ше місце в Падуї (2005, разом з Миролюбом Лазичем), поділив 1-ше місце в Братто (2006, разом з Дмитром Комаровим), посів 1-ше місце в Падуї (2006) і 1-ше місце в Братто (2009).
Найвищий рейтинг Ело в кар'єрі мав станом на 1 листопада 2013 року, досягнувши 2572 очок займав тоді 1-ше місце серед албанських шахістів.